# Wang Hongwen
Wang Hongwen (chinês: 王洪文, pinyin: Wáng Hóngwén; 6 de dezembro de 1935 – 3 de Agosto de 1992) foi o membro mais jovem da Gangue dos Quatro,  um grupo de oficiais do Partido Comunista da China que tomou o poder durante e depois da Revolução Cultural (1966-1969) na República Popular da China. Ao contrário dos outros membros do grupo, Wang não era um oficial sênior no Partido Comunista até a Revolução Cultural. Os outros integrantes foram Jiang Qing (Mme. Mao Zedong), Yao Wenyuan (um crítico literário que denunciou os "inimigos culturais"), e o prefeito de Xangai, Zhang Chunqiao.
Sua ascensão à liderança central do partido foi apelidada por alguns chineses de "o foguete", devido à sua extraordinária ascensão. No auge de seu poder, ficou em terceiro lugar na hierarquia do Partido Comunista. Foi acusado de atividade contrarrevolucionária em outubro de 1976, e enviado para a prisão, sendo julgado e condenado à prisão perpétua.

## Biografia
Wang nasceu em uma aldeia nos arredores de Changchun, Jilin. No começo dos anos 50 participou da Guerra da Coreia e ingressou nas fileiras do Partido Comunista em 1953. Após a guerra, foi enviado a Xangai para trabalhar como líder do regimento de seguranças de uma fábrica têxtil, onde conheceu Zhang Chunqiao e se envolveu com um grupo da Guarda Vermelha. Foi um dos organizadores da Comuna de Xangai em janeiro de 1967, sendo catapultado ao nível de proeminência nacional como um audacioso líder rebelde.
No 9º Congresso Nacional do Partido Comunista da China, Wang foi eleito membro do Comitê Central. Após o incidente com Lin Biao, Wang foi posto como responsável por investigar o caso na região de Xangai, reportando diretamente a Mao. No 10º Congresso Nacional do partido em 1973, foi elevado a Vice-Presidente do Comitê Central, e membro do Comitê Permanente do Politburo, tornando-o o terceiro membro mais importante do Partido Comunista, abaixo somente do Presidente Mao Zedong e do Primeiro-Ministro Zhou Enlai. Todos os sinais indicavam que Wang estava sendo treinado para ser o sucessor de Mao.
Há rumores de que Wang seria escalado ao posto de Primeiro-Ministro após a morte de Zhou Enlai. Contudo, Hua Guofeng, uma figura mais moderada, foi escolhido para suceder Zhou. Wang foi uma figura de grande importância após a morte de Mao, sendo o cerimonialista do serviço de funeral na rádio nacional em 18 de setembro de 1976. Foi preso no que foi essencialmente um golpe planejado por Hua e o General Ye Jianying, em outubro de 1976, em razão de sua participação na Gangue dos Quatro durante a Grande Revolução Cultural Proletária. Wang foi julgado e condenado à prisão perpétua em 1981. Morreu de câncer em um hospital de Pequim em 3 agosto de 1992, aos 56 anos.

Wang foi um dos membros mais jovens do Comitê Permanente do Politburo após a Revolução Chinesa, tendo integrado o grupo com somente 37 anos. De fato, ele tinha a mesma idade de alguns membros do comitê que assumiram o cargo mesmo após a virada do século, como Luo Gan (que serviu entre 2002 e 2007), também nascido em 1935. 